# 艾里斯·席維塔里斯
艾里斯·席維塔里斯（希臘語：Άρης Σερβετάλης，1976年12月21日—）是一名希臘男演員，知名於2021年電影《無神之人》中主演埃伊納島的奈科塔里。

## 生平
艾里斯·席維塔里斯生於雅典。從光垣高中（}）畢業後，他開始在電器倉庫工作。在朋友的催促下，他通過了希臘文化部的考試，進入了佛蒂亞迪斯戲劇學校（}）。
2018年憑藉電影《侍者》（}）贏得希臘電影學院獎最佳男主角。2020年代，先是主演口碑普遍正面的《蘋果的記憶》，後於電影《無神之人》（2021年）中詮釋埃伊納島的奈科塔里，講述了這位聖人在宣講上帝的話語時承受著敵人的不公正仇恨，導致未經審判定罪、誹謗，甚至流放；後者同樣贏得業界好評。

## 外部連結
- 艾里斯·席維塔里斯在互联网电影资料库（IMDb）上的資料（英文）